# 의존효과
의존효과 또는 소비의 생산효과라고 하는 것은 소비재생산과 자본재생산을 내용으로 한 생산구조 중에서 소비재생산(주로 내구소비재)이 차지하는 비중이 매우 커지고, 이것이 더욱 계속해 서서히 새로운 소비재를 생산하고 새로운 소비재에 대한 소비자의 욕망을 발생시켜가는 관계를 말한다.  이제까지 투자가 투자를 낳고 하여 결국 중간생산재나 자본재에 대한 수요증가는 또다시 자본재생산을 촉진시키는 생산재나 자본재를 중심으로 한 생산구조의 고도화가 강조되었으나, 근래에 와서 기술진보나 소득수준의 상승을 배경으로 하여 소비자측에서도 생활합리화의 의욕이 고조되고, 내구소비재 생산과 수요가 긴밀한 상호 의존적인 관계를 가지고 신장되는 상태는 상술한 의존효과에 의한 것이다. 현재 생산구조상 중화학공업화가 이루어져 내구소비재 생산을 중심으로 하는 최종소비재 증가의 생산구조가 중시되고 있다. 실제로 오늘에 이르러 소비재생산이 총생산량을 높이는 데 이바지한 바가 컸으며, 이러한 내구소비재 생산에 박차를 가하게 되면 생활혁신이라 할 만한 소비구조의 변화를 초래하게 될 것이다.  소비구조의 고도화는 소득수준의 상승, 소비자의식의 향상 등 소비자측의 자주적 요인에만 기인된 것이 아니고 상술한 바와 같은 의존효과가 매우 많이 작용한다는 것을 고려하여야 한다.

## 같이 보기
- 생활태도

## 참고 문헌
- 이 문서에는 다음커뮤니케이션(현 카카오)에서 GFDL 또는 CC-SA 라이선스로 배포한 글로벌 세계대백과사전의 내용을 기초로 작성된 글이 포함되어 있습니다.